# Vangelys Reinke Pereira
Vangelys Reinke Pereira (17 de marzo de 1991) es un deportista brasileño que compitió en remo. Ganó una medalla de bronce en el Campeonato Mundial de Remo de 2019, en la prueba de dos sin timonel ligero.

## Palmarés internacional
| Campeonato Mundial | Campeonato Mundial   | Campeonato Mundial | Campeonato Mundial     |
| Año                | Lugar                | Medalla            | Prueba                 |
| ------------------ | -------------------- | ------------------ | ---------------------- |
| 2019               | Ottensheim (Austria) | Medalla de bronce  | Dos sin timonel ligero |